# Дача Яушевых
Загородная дача Яушевых (деревянная) — памятник градостроительства и архитектуры федерального значения в Троицком городском округе Челябинской области России.
Здание построено в конце XIX века на левом берегу реки Уй в окрестностях Троицка. Участок был куплен членами купеческой семьи Яушевых у войскового казачества. В 1906 г. дача переходит в наследство купцу Латифу Яушеву.
В 1909 г. дачу посетил А. Топчибашев, российский и азербайджанский политик, в ходе своей поездки по Уралу, Поволжью и Сибири. В 1912 г. на даче гостил татарский поэт Габдулла Тукай.
После Октябрьской революции имение было национализировано советской властью, в нём располагался дом отдыха. В 1926 году в имении открыли санаторий для туберкулёзных больных.
В 90-е гг. санаторий прекратил работу. В 1995 году дача Яушевых признана объектом культурного наследия федерального значения. Летом 2002 года пожар уничтожил главное деревянное строение дачи.
С 2018 года в бывшем имении располагается скит православного Свято-Казанского женского монастыря.

## Архитектура
Главный дом был характерным образцом деревянной архитектуры начала XX века, сочетающим влияние стиля модерн и народных мотивов. Перед главным фасадом дома располагался каскад фонтанов. Кроме того, комплекс зданий дачи включал гостевой дом, дома конюха и прислуги, трапезную, конюшню, теплицу, баню. Существует проект восстановления главного дома.